# ارنست جانسون (دوچرخه‌سوار)
ارنست جانسون (انگلیسی: Ernest Johnson; ۱۸ نوامبر ۱۹۱۲ – ۲۹ نوامبر ۱۹۹۷) دوچرخه‌سوار اهل بریتانیا بود.
وی در مسابقات کشوری و بین‌المللی در مجموع برندهٔ ۲ مدال برنز شده‌است.